# Micrixalus nigraventris
Micrixalus nigraventris é uma espécie de anfíbio anuro da família Micrixalidae. Está presente na Índia. A UICN classificou-a como deficiente de dados.